# EPrix van Shanghai 2025
De ePrix van Shanghai 2025 werd gehouden over twee races op 31 mei en 1 juni 2025 op het Shanghai International Circuit. Dit waren de tiende en elfde races van het Formule E-seizoen 2024-2025.
De eerste race werd vanaf pole position gewonnen door DS-coureur Maximilian Günther, die zijn tweede zege van het seizoen behaalde. Zijn teamgenoot Jean-Éric Vergne eindigde als tweede, terwijl McLaren-rijder Taylor Barnard derde werd.
De tweede race werd gewonnen door Jaguar-coureur Nick Cassidy, die vanaf pole position zijn eerste zege van het seizoen behaalde. Pascal Wehrlein eindigde voor Porsche als tweede, terwijl zijn teamgenoot António Félix da Costa derde werd.

## Race 1

### Kwalificatie

#### Groepsfase
De top vier uit iedere groep kwalificeerde zich voor de knockoutfase.
Groep A
| Pos | No | Coureur                | Team             | Tijd     |
| --- | -- | ---------------------- | ---------------- | -------- |
| 1   | 7  | Maximilian Günther     | DS               | 1:09.939 |
| 2   | 27 | Jake Dennis            | Andretti-Porsche | 1:10.220 |
| 3   | 37 | Nick Cassidy           | Jaguar           | 1:10.275 |
| 4   | 23 | Oliver Rowland         | Nissan           | 1:10.297 |
| 5   | 55 | Jake Hughes            | Maserati         | 1:10.321 |
| 6   | 48 | Edoardo Mortara        | Mahindra         | 1:10.347 |
| 7   | 51 | Nico Müller            | Andretti-Porsche | 1:10.414 |
| 8   | 17 | Norman Nato            | Nissan           | 1:10.415 |
| 9   | 13 | António Félix da Costa | Porsche          | 1:10.431 |
| 10  | 22 | Zane Maloney           | Lola-Yamaha-ABT  | 1:10.485 |
| 11  | 16 | Sébastien Buemi        | Envision-Jaguar  | 1:10.525 |

Groep B
| Pos | No | Coureur           | Team               | Tijd     |
| --- | -- | ----------------- | ------------------ | -------- |
| 1   | 5  | Taylor Barnard    | McLaren-Nissan     | 1:10.045 |
| 2   | 21 | Nyck de Vries     | Mahindra           | 1:10.219 |
| 3   | 1  | Pascal Wehrlein   | Porsche            | 1:10.287 |
| 4   | 3  | David Beckmann    | Cupra Kiro-Porsche | 1:10.357 |
| 5   | 25 | Jean-Éric Vergne  | DS                 | 1:10.365 |
| 6   | 8  | Sam Bird          | McLaren-Nissan     | 1:10.407 |
| 7   | 2  | Stoffel Vandoorne | Maserati           | 1:10.413 |
| 8   | 4  | Robin Frijns      | Envision-Jaguar    | 1:10.451 |
| 9   | 9  | Mitch Evans       | Jaguar             | 1:10.463 |
| 10  | 11 | Lucas di Grassi   | Lola-Yamaha-ABT    | 1:10.467 |
| 11  | 33 | Dan Ticktum       | Cupra Kiro-Porsche | 1:10.545 |

#### Knockoutfase
De combinatie letter/cijfer staat voor de groep waarin de betreffende coureur uitkwam en de positie die hij in deze groep behaalde.
|  | Kwartfinale        | Kwartfinale        |                    |          | Halve finale | Halve finale |  |  | Finale | Finale |
|  |                    |                    |                    |          |              |              |  |  |        |        |
|  |                    |                    |                    |          |              |              |  |  |        |        |
|  | A3-A2              |                    |                    |          |              |              |  |  |        |        |
|  |                    |                    |                    |          |              |              |  |  |        |        |
|  | Nick Cassidy       | 1:08.880           |                    |          |              |              |  |  |        |        |
|  | Nick Cassidy       | 1:08.880           | K1-K2              |          |              |              |  |  |        |        |
|  | Jake Dennis        | 1:09.088           |                    |          |              |              |  |  |        |        |
|  | Jake Dennis        | 1:09.088           | Nick Cassidy       | 1:08.779 |              |              |  |  |        |        |
|  | A4-A1              |                    | Nick Cassidy       | 1:08.779 |              |              |  |  |        |        |
|  |                    | Maximilian Günther | 1:08.494           |          |              |              |  |  |        |        |
|  | Oliver Rowland     | Maximilian Günther | 1:08.494           | 1:08.924 |              |              |  |  |        |        |
|  | Oliver Rowland     |                    | H1-H2              | 1:08.924 |              |              |  |  |        |        |
|  | Maximilian Günther | 1:08.648           |                    |          |              |              |  |  |        |        |
|  | Maximilian Günther | 1:08.648           | Maximilian Günther | 1:08.234 |              |              |  |  |        |        |
|  | B3-B2              |                    | Maximilian Günther | 1:08.234 |              |              |  |  |        |        |
|  |                    | Taylor Barnard     | 1:08.621           |          |              |              |  |  |        |        |
|  | Pascal Wehrlein    | Taylor Barnard     | 1:08.621           | 1:08.683 |              |              |  |  |        |        |
|  | Pascal Wehrlein    | K3-K4              |                    | 1:08.683 |              |              |  |  |        |        |
|  | Nyck de Vries      | 1:08.742           |                    |          |              |              |  |  |        |        |
|  | Nyck de Vries      | 1:08.742           | Pascal Wehrlein    | 1:08.648 |              |              |  |  |        |        |
|  | B4-B1              |                    | Pascal Wehrlein    | 1:08.648 |              |              |  |  |        |        |
|  |                    | Taylor Barnard     | 1:08.503           |          |              |              |  |  |        |        |
|  | David Beckmann     | Taylor Barnard     | 1:08.503           | 1:09.266 |              |              |  |  |        |        |
|  | David Beckmann     |                    |                    | 1:09.266 |              |              |  |  |        |        |
|  | Taylor Barnard     | 1:08.844           |                    |          |              |              |  |  |        |        |
|  | Taylor Barnard     | 1:08.844           |                    |          |              |              |  |  |        |        |

#### Startopstelling
| Pos | No | Coureur                | Team               |
| --- | -- | ---------------------- | ------------------ |
| 1   | 7  | Maximilian Günther     | DS                 |
| 2   | 5  | Taylor Barnard         | McLaren-Nissan     |
| 3   | 1  | Pascal Wehrlein        | Porsche            |
| 4   | 37 | Nick Cassidy           | Jaguar             |
| 5   | 21 | Nyck de Vries          | Mahindra           |
| 6   | 23 | Oliver Rowland         | Nissan             |
| 7   | 27 | Jake Dennis            | Andretti-Porsche   |
| 8   | 3  | David Beckmann         | Cupra Kiro-Porsche |
| 9   | 55 | Jake Hughes            | Maserati           |
| 10  | 25 | Jean-Éric Vergne       | DS                 |
| 11  | 48 | Edoardo Mortara        | Mahindra           |
| 12  | 8  | Sam Bird               | McLaren-Nissan     |
| 13  | 51 | Nico Müller            | Andretti-Porsche   |
| 14  | 2  | Stoffel Vandoorne      | Maserati           |
| 15  | 17 | Norman Nato            | Nissan             |
| 16  | 4  | Robin Frijns           | Envision-Jaguar    |
| 17  | 13 | António Félix da Costa | Porsche            |
| 18  | 22 | Zane Maloney           | Lola-Yamaha-ABT    |
| 19  | 11 | Lucas di Grassi        | Lola-Yamaha-ABT    |
| 20  | 16 | Sébastien Buemi        | Envision-Jaguar    |
| 21  | 33 | Dan Ticktum            | Cupra Kiro-Porsche |
| 22  | 9  | Mitch Evans            | Jaguar             |

### Race
| Pos | No | Coureur                | Team               | Rondes | Tijd/Oorzaak uitval | Grid | Punten |
| --- | -- | ---------------------- | ------------------ | ------ | ------------------- | ---- | ------ |
| 1   | 7  | Maximilian Günther     | DS                 | 29     | 36:43.328           | 1    | 28     |
| 2   | 25 | Jean-Éric Vergne       | DS                 | 29     | +7.016              | 10   | 18     |
| 3   | 5  | Taylor Barnard         | McLaren-Nissan     | 29     | +7.488              | 2    | 16     |
| 4   | 33 | Dan Ticktum            | Cupra Kiro-Porsche | 29     | +7.866              | 21   | 12     |
| 5   | 23 | Oliver Rowland         | Nissan             | 29     | +8.140              | 6    | 10     |
| 6   | 17 | Norman Nato            | Nissan             | 29     | +8.242              | 15   | 8      |
| 7   | 8  | Sam Bird               | McLaren-Nissan     | 29     | +8.458              | 12   | 6      |
| 8   | 21 | Nyck de Vries          | Mahindra           | 29     | +8.875              | 5    | 4      |
| 9   | 16 | Sébastien Buemi        | Envision-Jaguar    | 29     | +9.369              | 20   | 2      |
| 10  | 4  | Robin Frijns           | Envision-Jaguar    | 29     | +9.677              | 16   | 1      |
| 11  | 2  | Stoffel Vandoorne      | Maserati           | 29     | +10.972             | 14   |        |
| 12  | 1  | Pascal Wehrlein        | Porsche            | 29     | +11.326             | 3    |        |
| 13  | 13 | António Félix da Costa | Porsche            | 29     | +11.873             | 17   |        |
| 14  | 3  | David Beckmann         | Cupra Kiro-Porsche | 29     | +12.123             | 8    |        |
| 15  | 51 | Nico Müller            | Andretti-Porsche   | 29     | +13.343             | 13   |        |
| 16  | 55 | Jake Hughes            | Maserati           | 29     | +13.695             | 9    |        |
| 17  | 27 | Jake Dennis            | Andretti-Porsche   | 29     | +13.810             | 7    |        |
| 18  | 11 | Lucas di Grassi        | Lola-Yamaha-ABT    | 29     | +16.559             | 19   |        |
| 19  | 22 | Zane Maloney           | Lola-Yamaha-ABT    | 29     | +19.327             | 18   |        |
| 20  | 9  | Mitch Evans            | Jaguar             | 29     | +43.437             | 22   |        |
| 21  | 37 | Nick Cassidy           | Jaguar             | 29     | +50.858             | 4    |        |
| DNF | 48 | Edoardo Mortara        | Mahindra           | 24     | Schade ongeluk      | 11   |        |

## Race 2

### Kwalificatie
Vanwege zware regenval werd de knockoutfase van de kwalificatie afgelast. De uitslagen van de groepsfasen werden gebruikt voor de grid, waardoor Nick Cassidy de pole position in handen kreeg. Hij ontving hiervoor niet de gebruikelijk drie punten, aangezien de knockoutfase nooit van start was gegaan.

#### Groepsfase
De top vier uit iedere groep zou zich gekwalificeerd hebben voor de knockoutfase.
Groep A
| Pos | No | Coureur            | Team               | Tijd     |
| --- | -- | ------------------ | ------------------ | -------- |
| 1   | 37 | Nick Cassidy       | Jaguar             | 1:31.305 |
| 2   | 1  | Pascal Wehrlein    | Porsche            | 1:31.746 |
| 3   | 55 | Jake Hughes        | Maserati           | 1:32.214 |
| 4   | 21 | Nyck de Vries      | Mahindra           | 1:32.479 |
| 5   | 7  | Maximilian Günther | DS                 | 1:32.572 |
| 6   | 22 | Zane Maloney       | Lola-Yamaha-ABT    | 1:32.611 |
| 7   | 9  | Mitch Evans        | Jaguar             | 1:32.706 |
| 8   | 48 | Edoardo Mortara    | Mahindra           | 1:32.784 |
| 9   | 23 | Oliver Rowland     | Nissan             | 1:32.864 |
| 10  | 33 | Dan Ticktum        | Cupra Kiro-Porsche | 1:33.965 |
| 11  | 17 | Norman Nato        | Nissan             | 1:34.278 |

Groep B
| Pos | No | Coureur                | Team               | Tijd     |
| --- | -- | ---------------------- | ------------------ | -------- |
| 1   | 13 | António Félix da Costa | Porsche            | 1:32.952 |
| 2   | 11 | Lucas di Grassi        | Lola-Yamaha-ABT    | 1:33.075 |
| 3   | 25 | Jean-Éric Vergne       | DS                 | 1:33.145 |
| 4   | 2  | Stoffel Vandoorne      | Maserati           | 1:33.407 |
| 5   | 51 | Nico Müller            | Andretti-Porsche   | 1:34.108 |
| 6   | 4  | Robin Frijns           | Envision-Jaguar    | 1:34.547 |
| 7   | 5  | Taylor Barnard         | McLaren-Nissan     | 1:34.696 |
| 8   | 8  | Sam Bird               | McLaren-Nissan     | 1:34.813 |
| 9   | 27 | Jake Dennis            | Andretti-Porsche   | 1:34.816 |
| 10  | 16 | Sébastien Buemi        | Envision-Jaguar    | 1:35.528 |
| 11  | 3  | David Beckmann         | Cupra Kiro-Porsche | 1:37.081 |

#### Startopstelling
| Pos | No | Coureur                | Team               |
| --- | -- | ---------------------- | ------------------ |
| 1   | 37 | Nick Cassidy           | Jaguar             |
| 2   | 13 | António Félix da Costa | Porsche            |
| 3   | 1  | Pascal Wehrlein        | Porsche            |
| 4   | 11 | Lucas di Grassi        | Lola-Yamaha-ABT    |
| 5   | 55 | Jake Hughes            | Maserati           |
| 6   | 25 | Jean-Éric Vergne       | DS                 |
| 7   | 21 | Nyck de Vries          | Mahindra           |
| 8   | 2  | Stoffel Vandoorne      | Maserati           |
| 9   | 7  | Maximilian Günther     | DS                 |
| 10  | 51 | Nico Müller            | Andretti-Porsche   |
| 11  | 22 | Zane Maloney           | Lola-Yamaha-ABT    |
| 12  | 4  | Robin Frijns           | Envision-Jaguar    |
| 13  | 9  | Mitch Evans            | Jaguar             |
| 14  | 5  | Taylor Barnard         | McLaren-Nissan     |
| 15  | 48 | Edoardo Mortara        | Mahindra           |
| 16  | 8  | Sam Bird               | McLaren-Nissan     |
| 17  | 23 | Oliver Rowland         | Nissan             |
| 18  | 27 | Jake Dennis            | Andretti-Porsche   |
| 19  | 33 | Dan Ticktum            | Cupra Kiro-Porsche |
| 20  | 16 | Sébastien Buemi        | Envision-Jaguar    |
| 21  | 17 | Norman Nato            | Nissan             |
| 22  | 3  | David Beckmann         | Cupra Kiro-Porsche |

### Race
| Pos | No | Coureur                | Team               | Rondes | Tijd/Oorzaak uitval | Grid | Punten |
| --- | -- | ---------------------- | ------------------ | ------ | ------------------- | ---- | ------ |
| 1   | 37 | Nick Cassidy           | Jaguar             | 31     | 45:54.828           | 1    | 25     |
| 2   | 1  | Pascal Wehrlein        | Porsche            | 31     | +7.126              | 3    | 19     |
| 3   | 13 | António Félix da Costa | Porsche            | 31     | +19.444             | 2    | 15     |
| 4   | 55 | Jake Hughes            | Maserati           | 31     | +21.034             | 5    | 12     |
| 5   | 25 | Jean-Éric Vergne       | DS                 | 31     | +27.705             | 6    | 10     |
| 6   | 51 | Nico Müller            | Andretti-Porsche   | 31     | +40.675             | 10   | 8      |
| 7   | 2  | Stoffel Vandoorne      | Maserati           | 31     | +42.242             | 8    | 6      |
| 8   | 4  | Robin Frijns           | Envision-Jaguar    | 31     | +47.642             | 12   | 4      |
| 9   | 11 | Lucas di Grassi        | Lola-Yamaha-ABT    | 31     | +52.170             | 4    | 2      |
| 10  | 5  | Taylor Barnard         | McLaren-Nissan     | 31     | +52.965             | 14   | 1      |
| 11  | 22 | Zane Maloney           | Lola-Yamaha-ABT    | 31     | +58.578             | 11   |        |
| 12  | 21 | Nyck de Vries          | Mahindra           | 31     | +1:00.357           | 7    |        |
| 13  | 23 | Oliver Rowland         | Nissan             | 31     | +1:01.595           | 17   |        |
| 14  | 9  | Mitch Evans            | Jaguar             | 31     | +1:03.205           | 13   |        |
| 15  | 8  | Sam Bird               | McLaren-Nissan     | 31     | +1:04.363           | 16   |        |
| 16  | 33 | Dan Ticktum            | Cupra Kiro-Porsche | 31     | +1:05.259           | 19   |        |
| 17  | 27 | Jake Dennis            | Andretti-Porsche   | 31     | +1:07.093           | 18   |        |
| 18  | 16 | Sébastien Buemi        | Envision-Jaguar    | 31     | +1:07.892           | 20   |        |
| 19  | 48 | Edoardo Mortara        | Mahindra           | 31     | +1:09.668           | 15   |        |
| 20  | 3  | David Beckmann         | Cupra Kiro-Porsche | 31     | +1:11.727           | 22   |        |
| 21  | 17 | Norman Nato            | Nissan             | 31     | +1:12.814           | 21   |        |
| DNF | 7  | Maximilian Günther     | DS                 | 18     | Batterij            | 9    |        |

## Tussenstanden wereldkampioenschap

### Coureurs
| Positie | No. | Rijder                 | Team               | Punten |
| ------- | --- | ---------------------- | ------------------ | ------ |
| 01      | 23  | Oliver Rowland         | Nissan             | 171    |
| 02      | 1   | Pascal Wehrlein        | Porsche            | 103    |
| 03      | 13  | António Félix da Costa | Porsche            | 88     |
| 04      | 5   | Taylor Barnard         | McLaren-Nissan     | 86     |
| 05      | 25  | Jean-Éric Vergne       | DS                 | 74     |
| 06      | 7   | Maximilian Günther     | DS                 | 71     |
| 07      | 37  | Nick Cassidy           | Jaguar             | 58     |
| 08      | 21  | Nyck de Vries          | Mahindra           | 56     |
| 09      | 27  | Jake Dennis            | Andretti-Porsche   | 56     |
| 10      | 33  | Dan Ticktum            | Cupra Kiro-Porsche | 55     |

### Teams
| Positie | Team               | Punten |
| ------- | ------------------ | ------ |
| 01      | Porsche            | 191    |
| 02      | Nissan             | 190    |
| 03      | DS                 | 145    |
| 04      | McLaren-Nissan     | 113    |
| 05      | Mahindra           | 103    |
| 06      | Maserati           | 89     |
| 07      | Andretti-Porsche   | 88     |
| 08      | Jaguar             | 83     |
| 09      | Envision-Jaguar    | 62     |
| 10      | Cupra Kiro-Porsche | 55     |

### Constructeurs
| Pos. | Constructeur | Punten |
| ---- | ------------ | ------ |
| 01   | Nissan       | 285    |
| 02   | Porsche      | 259    |
| 03   | Stellantis   | 213    |
| 04   | Jaguar       | 184    |
| 05   | Mahindra     | 129    |
| 06   | Lola-Yamaha  | 41     |